# Plainfaing
Plainfaing település Franciaországban, Vosges megyében. Lakosainak száma 1592 fő (2022. január 1.). Plainfaing Fraize, Le Bonhomme, Orbey, Soultzeren, Ban-sur-Meurthe-Clefcy és Le Valtin községekkel határos.

## Népesség
A település népességének változása:
| Lakosok száma | 1733 | 1738 | 1732 | 1676 | 1645 | 1641 | 1627 | 1616 | 1592 |
|               | 2013 | 2015 | 2016 | 2017 | 2018 | 2019 | 2020 | 2021 | 2022 |